# Contea di Burke (Georgia)
La contea di Burke (in inglese Burke County) è una contea dello Stato della Georgia, negli Stati Uniti. La popolazione al censimento del 2000 era di 22 243 abitanti. Il capoluogo di contea è Waynesboro.